# Aphonopelma pallidum
Aphonopelma pallidum är en spindelart som först beskrevs av F. O. Pickard-Cambridge 1897.  Aphonopelma pallidum ingår i släktet Aphonopelma och familjen fågelspindlar. Inga underarter finns listade i Catalogue of Life.